# Sawin z Hermopolis
Sawin z Hermopolis, cs. Muczenik Sawin (ur. ?, zm. 287) – męczennik chrześcijański i święty Kościoła prawosławnego.

## Hagiografia
Był chrześcijańskim rządcą Hermopolis w Egipcie. Gdy za cesarza Dioklecjana (284-305) rozgorzały prześladowania chrześcijan, Sawin pozostawił swój urząd i wraz z innymi ukrył się w pewnej wsi.
Poszukujący chrześcijan rycerze od pewnego zdrajcy dowiedzieli się, gdzie przebywają wyznawcy Chrystusa. Legenda przekazuje, że zdrajcą okazał się człowiek, którego święty wspomagał finansowo i którego żywił. Miał wskazać miejsce pobytu chrześcijan za dwie złote monety. Wszystkich pojmano (według legendy było ich sześciu). Sawina poddano torturom, a gdy nie doprowadziły one do wyrzeczenia się Pana, utopiono go w Nilu. Miało to miejsce w 287 roku.
Dla odróżnienia od innego męczennika o imieniu Sawin, który poniósł śmierć w Rzymie, omawiany zwany jest Sawinem z Hermopolis.

## Dzień obchodów
Cerkiew prawosławna wspomina świętego dwukrotnie: 13/26 marca i 16/29 marca, tj. 26 i 29 marca według kalendarza gregoriańskiego.

## Ikonografia
W ikonografii święty przedstawiany jest jako młody mężczyzna bez zarostu lub z krótką, jasnokasztanową brodą. Ubrany jest w tradycyjne rzymskie szaty. W prawej dłoni (lub obu dłoniach) trzyma krzyż.